# Brian Matusz
Brian Robert Matusz (né le 11 février 1987 à Grand Junction, Colorado, États-Unis et mort le 7 janvier 2025 à Phoenix) est un lanceur gaucher de la Ligue majeure de baseball.

## Carrière
Après des études secondaires à St. Mary's High Schol de Phoenix (Arizona), Brian Matusz suit des études supérieures à l'Université de San Diego où il s'illustre sous les couleurs des San Diego Toreros. Il joue au poste de lanceur partant et est nommé au Roger Clemens Watch Award récompensant le meilleur lanceur universitaire. Matusz réalise notamment une belle saison en 2008, avec 12 victoires, 2 défaites et une moyenne de points mérités de 1,71.

### Orioles de Baltimore

#### Lanceur partant
Il est drafté le 5 juin 2008 par les Orioles de Baltimore au premier tour (4e choix) . Il signe son contrat avec les Orioles le 15 août.
Il participe à l'entraînement de printemps 2009 avant d'être affecté en Ligues mineures où il évolue sous les uniformes des Frederick Keys (A+) et des Bowie Baysox (AA). À la mi-saison, le mensuel Baseball America le classe au neuvième rang des meilleurs espoirs de Ligues mineures. 
Matusz fait ses débuts dans les Ligues majeures le 4 août 2009, contre les Tigers de Détroit. Il enregistre sa première victoire au plus haut niveau à l'occasion de ses débuts. Il est mis au repos le 15 septembre afin de ménager ce jeune joueur prometteur.
Il dispute sa saison recrue en 2010, remportant 10 victoires et enregistrant 143 retraits sur des prises avec une équipe de dernière place. Il termine cinquième au scrutin déterminant la recrue par excellence de la saison dans la Ligue américaine.
Dans la saison 2011, il bat le record de la moyenne de points mérités la plus élevée en une saison pour un lanceur ayant lancé au minimum 40 manches : 10,69. Ceci fait passer sa moyenne en carrière de 4,37 à 5,53 en une seule saison. Étonnamment, l'ancien record de la moyenne de points mérités la plus élevée appartenait à l'un des meilleurs lanceurs de sa génération, Roy Halladay, avec 10,64 de moyenne pour la saison 2000. En 2011, Matusz ne remporte qu'une seule décision, contre neuf défaites.

#### Lanceur de relève
Matusz alterne entre les postes de lanceur partant et de lanceur de relève en 2012, où il abaisse sa moyenne de points mérités à 4,87 en 98 manches lancées. Il amorce 16 parties et relève un collègue en 18 occasions. Il encaisse 10 défaites contre 6 victoires. Il fait ses débuts en séries éliminatoires et n'accorde qu'un point en 4 manches et deux tiers lancées en 6 sorties, mais encaisse la défaite dans le 3e affrontement de la Série de division contre les Yankees de New York.
Il complète la transition vers le poste de releveur en 2013, où on l'emploie à 65 reprises dans ce rôle, et jamais comme partant. En 51 manches lancées, il maintient une moyenne de 3,53 points mérités accordés par partie, avec deux victoires et trois défaites. 
Il enchaîne une saison 2014 à peu de chose près identique : 63 apparitions en relève, 51 manches et deux tiers lancées, deux victoires, trois défaites et une moyenne de 3,48. Laissé de côté par les Orioles pour la Série de division contre les Tigers de Détroit, une équipe comptant surtout des frappeurs droitiers, Matusz est en revanche inclus dans l'effectif pour la Série de championnat de la Ligue américaine face aux Royals de Kansas City, qui comptent beaucoup de frappeurs gauchers.
Le 23 mai 2015, Matusz est expulsé du match des Orioles face aux Marlins de Miami à la 12e manche, après la découverte d'une « substance étrangère » sur son avant-bras, laissant supposer qu'il appliquait cette substance sur la balle. La ligue le suspend pour 8 parties.

### Cubs de Chicago
Échangé des Orioles aux Braves d'Atlanta en mai 2016, Matusz ne joue jamais avec cette dernière équipe et se retrouve agent libre. Mis sous contrat par les Cubs de Chicago, il ne dispute qu'un seul match pour l'équipe qui remporte éventuellement la Série mondiale 2016, donnant à Matusz une bague de champion de la Série mondiale malgré sa contribution négligeable.

### Diamondbacks de l'Arizona
Avant la saison 2017, il est mis sous contrat par les Diamondbacks de l'Arizona.

## Statistiques
| Saison | Équipe    | G  | GS | CG | SHO | V  | D  | SV | IP    | SO  | ERA  |
| ------ | --------- | -- | -- | -- | --- | -- | -- | -- | ----- | --- | ---- |
| 2009   | Baltimore | 8  | 8  | 0  | 0   | 5  | 2  | 0  | 44.2  | 38  | 4,63 |
| 2010   | Baltimore | 32 | 32 | 0  | 0   | 10 | 12 | 0  | 175.2 | 143 | 4,30 |
| Totaux | Totaux    | 40 | 40 | 0  | 0   | 15 | 14 | 0  | 220.1 | 181 | 4,37 |

Note : G = Matches joués ; GS = Matches comme lanceur partant ; CG = Matches complets ; SHO = Blanchissages ; 
V = Victoires ; D = Défaites ; SV = Sauvetages ; IP = Manches lancées ; SO = Retraits sur des prises ; ERA = Moyenne de points mérités.